# 創新科技及工業局
創新科技及工業局（簡稱創科及工業局，縮寫：ITIB）是香港特別行政區政府的決策局，專責推動創科應用及智能生產的再工業化。

## 歷史
香港特區行政長官林鄭月娥於《2021年施政報告》提出重組政府架構，將創新及科技局改組為創新科技及工業局，以闡明「再工業化」為該局推動創科發展的其中一個恆常政策職能和工作重點。

## 下設部門、商營及公營機構
- 創新科技署
- 數字政策辦公室（2024年7月25日前為效率促進辦公室及政府資訊科技總監辦公室）

## 歷任局長

### 2022年-
| №                    | 官員 | 就任日期     | 離任日期 |
| 創新科技及工業局局長 |      |              |          |
| 1                    | 孫東 | 2022年7月1日 |          |

## 歷任副局長及常任秘書長

### 創新科技及工業局副局長（2022年至今）
| № | 官員   | 就任日期      | 離任日期 |
| 1 | 張曼莉 | 2022年7月25日 |          |

### 創新科技及工業局常任秘書長（2022年至今）
| № | 官員   | 就任日期      | 離任日期      |
| 1 | 蔡淑嫻 | 2022年7月1日  | 2022年7月19日 |
| 2 | 麥德偉 | 2022年7月20日 | 現任          |

## 歷任工業專員
- 葛明博士 （2024年2月26日-）

## 歷任政治助理
- 廖添誠 （2022年7月25日-）

## 外部連結
- 香港特別行政區政府 創新科技及工業局 （页面存档备份，存于）
- 創新科技及工業局的Facebook專頁